# Fuga del Penal de Rawson
La fuga del Penal de Rawson fue una fuga protagonizada por un grupo de guerrilleros en la Argentina, el 15 de agosto de 1972, durante la Revolución Argentina del general Alejandro Agustín Lanusse. Ese día, alrededor de doscientos guerrilleros presos en el Penal de Rawson (Provincia del Chubut), pertenecientes al ERP, las FAR y Montoneros, tomaron la cárcel permitiendo la fuga de veinticinco. Seis de ellos lograron escapar en un avión de Austral hacia Chile: Mario Roberto Santucho, Marcos Osatinsky, Fernando Vaca Narvaja, Roberto Quieto, Enrique Gorriarán Merlo y Domingo Menna. Allí se asilaron amparados por el gobierno de Salvador Allende. Otros diecinueve guerrilleros no llegaron a abordar el avión y tomaron el aeropuerto de Trelew, antes de pactar las condiciones de su rendición ante las fuerzas de la dictadura. Trasladados de un centro de detención de la Marina, siete días después fueron ejecutados clandestinamente (16 muertos y 3 sobrevivientes) en lo que se conoce como la Masacre de Trelew.   

## Hechos
A mediados de 1972 gobernaba la Argentina una dictadura liderada por el general Alejandro Agustín Lanusse. Desde 1968, varias organizaciones guerrilleras habían surgido para combatir la dictadura y cientos de guerrilleros y militantes habían sido encarcelados. En el Penal de Rawson, ubicado en la Patagonia, estaban detenidos alrededor de doscientos reclusos, miembros de las organizaciones armadas Ejército Revolucionario del Pueblo (ERP), Fuerzas Armadas Revolucionarias (FAR) y Montoneros, que se pusieron de acuerdo para organizar conjuntamente una fuga. La cárcel estaba custodiada por 70 guardiacárceles -de los cuales la mitad estaban armados- y una compañía antiguerrillera de 120 hombres, acampada a tres cuadras. A esas fuerzas se sumaba la base aeronaval ubicada en Trelew, a 20 km, que contaba con dos batallones con un total de 1.200 soldados. El jefe del operativo era Mario Roberto Santucho, del Partido Revolucionario de los Trabajadores (ERP), aunque algunas declaraciones —especialmente la de Fernando Vaca Narvaja, de Montoneros, afirman que Marcos Osatinsky (FAR) había comenzado a planificar la fuga antes de que Santucho llegara al penal. Estos dos dirigentes, junto a Fernando Vaca Narvaja (Montoneros), Roberto Quieto (FAR), Enrique Gorriarán Merlo (ERP) y Domingo Menna (FAR), integraron el Comité de Fuga.
El 15 de agosto, a las 18:05, comenzó la fuga del Penal de Rawson, en la ciudad capital homónima de Chubut. El plan original era que se fugaran 110 detenidos en tres camiones, pero un tiroteo durante la captura de las guardias, entre el guardiacárcel Juan Gregorio Valenzuela y Marcos Osatinsky, comandante de las FAR, en el que aquel resultó muerto, hizo pensar al apoyo externo que la fuga había fracasado y los camiones se retiraron. Uno de los errores graves cometidos por los guerrilleros fue no garantizar la comunicación entre los distintos grupos que estaban operando separadamente en la fuga.
Los guerrilleros tomaron la cárcel rápidamente, pero como los camiones se habían retirado no fue posible el traslado masivo hacia el aeropuerto. Solo había un automóvil Ford Falcon que los esperaba, razón por la cual fue abordado por los seis líderes apenas 25 minutos después de iniciada la fuga. 
Al llegar al aeropuerto (cuya pista es utilizada hoy en día por el Aeroclub Trelew, mientras que la terminal es un Centro Cultural por la Memoria) se encontraba en la pista un avión Bac 1-11 de la empresa Austral Líneas Aéreas (matrícula LV-JNS), donde se encontraban tres guerrilleros —entre ellos Víctor Fernández Palmeiro (alias el Gallego, del ERP) y Anita Weissen (FAR)— que debían garantizar el control de la nave. El grupo guerrillero, vistiendo uniforme militar, simuló ser un contingente del Ejército que debía realizar la inspección del avión, pero una vez a bordo, el personal del aeropuerto se dio cuenta de que se trataba de una toma.
La aeronave operaba como el vuelo 811, que había despegado del Aeropuerto General Mosconi de Comodoro Rivadavia, con escalas en Trelew y Bahía Blanca, y rumbo al Aeroparque Jorge Newbery de Buenos Aires. Llevaba un total de 96 personas, entre pasajeros y tripulantes. Una vez tomado el avión, el comando de apoyo pidió a los pilotos quedarse en la pista. Allí abordaron los miembros del Comité de Fuga y demoraron el despega en la esperanza de que más evadidos pudieran llegar a tiempo.
La falta de walkie talkies volvió a conspirar contra la fuga. A las 19.27, luego de una hora y media de iniciada la fuga, los miembros del Comité de Fuga decidieron despegar, sin saber que otros diecinueve guerrilleros habían conseguido otros tres automóviles para fugarse y estaban a solo cinco minutos del aeropuerto. El avión partió así rumbo al vecino país de Chile, gobernado entonces por el socialista Salvador Allende. El aparato llegó primero a Puerto Montt y finalmente a Santiago de Chile, donde los guerrilleros pidieron asilo.
El resto de los guerrilleros que quedaron en el penal fuertemente armados, apagaron las luces y pusieron en marcha el plan programado para el caso de que no pudieran fugarse: comunicarse con un juez, hacer pública la situación y garantizar que la rendición no fuera seguida de una masacre.